# Alibertia bertierifolia
Alibertia bertierifolia är en måreväxtart som beskrevs av Karl Moritz Schumann. Alibertia bertierifolia ingår i släktet Alibertia och familjen måreväxter. Inga underarter finns listade i Catalogue of Life.